# Coelhydrus brevicollis
Coelhydrus brevicollis är en skalbaggsart som beskrevs av Sharp 1882. Coelhydrus brevicollis ingår i släktet Coelhydrus och familjen dykare. Inga underarter finns listade i Catalogue of Life.